# Rheinisches Jahrbuch für Volkskunde
Das Rheinische Jahrbuch für Volkskunde wird von H.L. Cox herausgegeben, dem Vorsitzenden der Rheinischen Vereinigung für Volkskunde Bonn. Die Herausgeberschaft ist eng an den Lehrstuhl des Volkskundlichen Seminars der Universität Bonn (heutige Abteilung Volkskunde/Kulturanthropologie) gebunden. Erster Herausgeber und Begründer der wissenschaftlichen Zeitschrift im Jahr 1950 war Karl Meisen, 1965 gefolgt von Matthias Zender. Im Jahr 1975 übernahm H.L. Cox die Herausgeberschaft, gefolgt von Helmut Fischer im Jahr 2010.
Das Jahrbuch erscheint in einem zweijährlichen Zyklus, insgesamt sind bisher 39 Bände verfügbar. Seit Anfang der 1990er Jahre handelt es sich dabei vornehmlich um Themenbände. Das Jahrbuch deckt klassische Themenbereiche der Volkskunde wie Brauchforschung, Erzählforschung, Frauenforschung, Sterben und Tod, Kleidung und Verkleidung, Kulturgrenzen und nationale Identität, Volksfrömmigkeit oder Aspekte religiöser Kultur ab. In unregelmäßigen Abständen sind zudem bisher fünf Beihefte zu ausgewählten Themen erschienen.